# Julian Bayer
Julian Bayer (ur. 16 lutego 1806 w Krakowie, zm. 15 lutego 1872 w Warszawie) – polski nauczyciel, matematyk, astronom, statystyk.

## Życiorys
Urodził się w Krakowie w rodzinie Franciszka Ksawerego i Justyny Ryszardy z d. Morbitzer, dnia 16 lutego 1806. Podstawowe nauki pobierał w rodzinnym mieście. Rozpoczął studia na Uniwersytecie Jagiellońskim na wydziale fizyczno-matematycznym oraz filologii. Po czterech latach przenosi się do Warszawy na Uniwersytet Królewsko-Aleksandrowski, gdzie w 1829 otrzymuje stopień magistra filozofii. 
Podejmuje pracę w szkołach jako nauczyciel matematyki: w warszawskiej szkole powiatowej na Smolnej, w szkole obwodowej na ulicy Długiej, oraz w gimnazjum wojewódzkim w Łukowie (szkoła utworzona w 1833 po likwidacji szkoły pijarskiej). W 1836 rezygnuje z działalności pedagogicznej i obejmuje posadę bibliotekarza w Banku polskim. Przez cztery lata pełnił obowiązki profesora wydziału matematyczno-fizycznego Szkoły Głównej w Warszawie.
Był członkiem Towarzystwa statystycznego w Petersburgu oraz krakowskiego Towarzystwa naukowego.
Pod koniec 1871 ustanowił fundację imienia Jana i Juliana Bayerów, której celem było wspieranie uczniów krakowskiej szkoły technicznej w dziedzinie handlu i druga jej część przeznaczona była na stypendia dla ucznia matematyki, fizyki i astronomii Uniwersytetu Jagiellońskiego.
Zmarł 15 lutego 1872 w Warszawie i pochowany został na cmentarzu Powązkowskim (kwatera 23-5-21).

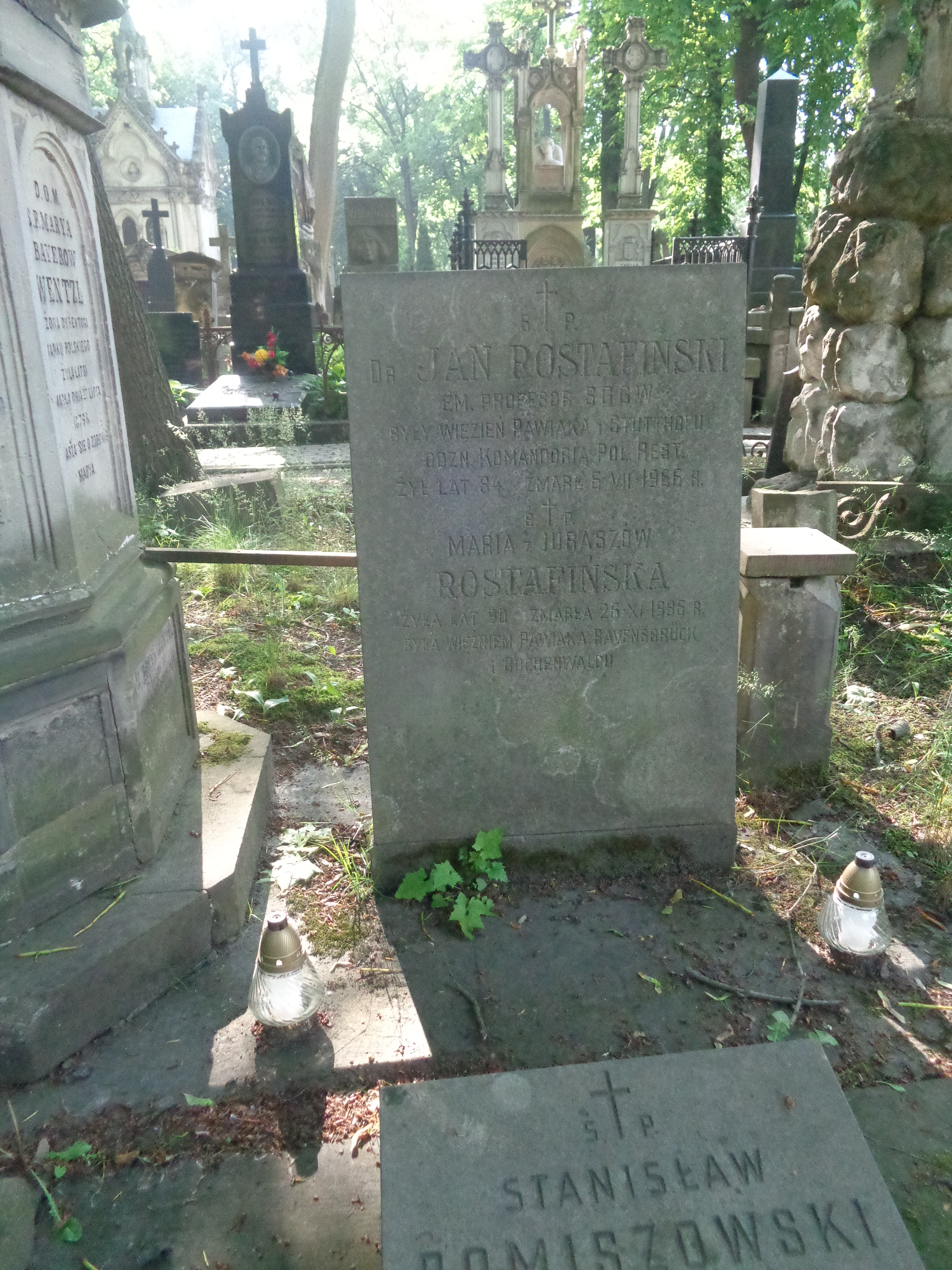
Grób Jana Rostafińskiego i Juliana Bayera na cmentarzu Powązkowskim

## Publikacje
- Astronomia popularna (1861)
- Pogadanki astronomiczne
- O niektórych własnościach liczb, a szczególniey o prawach ich podzielności (1830)[2]
- Buhalterya (podwójna, włoska) czyli prowadzenie ksiąg handlowych, Warszawa (1860, rękopis)
- Kurs rachunkowości handlowej 1859-1862 (skrypt, 1865 ss. 630)
- Teorya liczb. Wykład professora Juljana Bayera w Szkole Głównej Warszawskiej (1865)
- Rachunek prawdopodobieństwa (część pierwsza, Warszawa, 1865)
- Astrognozya czyli nauka poznawania gwiazd (Warszawa 1869)
- O kongruencyjach czyli równoresztach (Warszawa, 4 kwietnia 1870)